# Glenea ochreoplagiata
Glenea ochreoplagiata là một loài bọ cánh cứng trong họ Cerambycidae.